# Andre Dillard
Andre Dillard (* 3. Oktober 1995 in Woodinville, Washington) ist ein American-Football-Spieler auf der Position des Offensive Tackles in der National Football League (NFL) für die San Francisco 49ers. Er spielte College Football an der Washington State University und wurde im NFL Draft 2019 in der ersten Runde von den Philadelphia Eagles ausgewählt.

## Frühe Karriere
In seiner Jugend spielte Dillard Basketball, was ihm eine Verbesserung seiner Beinarbeit brachte. Er begann das Footballspielen in der achten Klasse, da dies als "cooler" angesehen wurde.
Dillard erhielt nicht viele Highschool-Angebote und besuchte schließlich die Woodinville High School in Washington. Als Senior wurde er KingCo 4A Crest Division Offensive Lineman of the Year.

## College
Nach einem Redshirt-Jahr an der Washington State spielte Dillard nur 3 Spiele während seiner Neulingszeit als Left Tackle. 2016 spielte er 13 Spiele als Left Tackle und wurde von Pro Football Focus zum All-Pac-12 Second Team ausgewählt. Im Spiel gegen die Oregon State erhielt er den Bone Award. 2017 spielte er erneut alle 13 Spiele als Left Tackle und erhielt zwei Mal den Bone Award. 2018 spielte er erneut alle 13 Spiele als Left Tackle und erhielt fünf Mal den Bone Award.  Er erlaubte nur einen Sack bei 677 Pässen. Nach der Saison wurde er von ProFootballFocus College zum drittbesten Offensive Tackle, besten Pass-Blocking Tackle und zweitbesten Screen-Blocking Tackle benannt.

## NFL
Dillard wurde von den Philadelphia Eagles in der ersten Runde des NFL Draft 2019 als 22. Pick gewählt. Dillard ist der 13. Erstrundenpick der Washington State Cougars und der erste Offensive Lineman, der in der ersten Runde ausgewählt wurde.
Bei der Saisonvorbereitung 2020 zog sich Dillard eine Verletzung am Bizeps zu, wegen der er für die gesamte Saison ausfiel.
Im März 2023 nahmen die Tennessee Titans Dillard unter Vertrag. Von 16 Spielen für die Titans bestritt er 10 als Starter. Am 15. März 2024 wurde Dillard entlassen.
Am 18. April 2024 unterschrieb Dillard einen Einjahresvertrag bei den Green Bay Packers. Für die Packers bestritt er 10 Spiele und wurde vorwiegend in den Special Teams und als Backup auf der Position des Left Tackles eingesetzt.
Am 9. Mai 2025 unterschrieb Dillard einen erneuten Einjahresvertrag bei den San Francisco 49ers.

## Persönliches
Dillards Vater Mitch spielte von 1983 bis 1986 auch als Offensive Lineman für die Washington State Cougars. Nach vier Jahren an der Washington State erhielt er einen Bachelor in Sozialwissenschaften.